# Partido dos Industriais e Empresários
O Partido dos Industriais e Empresários (Turcomeno: Senagatçylar we Telekeçiler partiýasy) é um partido político do Turquemenistão. O partido teve origem em agosto de 2012 como o primeiro partido legal da oposição no país. Em 10 de junho de 2013, o líder do partido Ovezmammed Mammedov foi eleito para a Assembleia do Turcomenistão em uma eleição suplementar realizada para cinco cadeiras vagas. O partido é amplamente visto [por quem?] Como uma ferramenta do governante PDT para evitar críticas sobre o Turcomenistão ser um estado de partido único em vez de ter um partido de oposição real.
Em dezembro de 2017, os delegados na segunda conferência nacional do partido elegeram Saparmyrat Ovganov como o novo líder do partido.

## Histórico Eleitoral

### Menjils
| Data | Votos | %   | Deputados | +/- | Status |
| ---- | ----- | --- | --------- | --- | ------ |
| 2013 | N/D   | N/D | 14 / 125  | +14 |        |
| 2018 | N/D   | N/D | 11 / 125  | -3  |        |

### Presidente
| Data | Candidato        | Votos  | % |
| ---- | ---------------- | ------ | - |
| 2017 | Bekmyrat Atalyev | 11,390 |   |